# Phoenix Film Critics Society Awards
I Phoenix Film Critics Society Awards sono dei premi cinematografici assegnati dalla Phoenix Film Critics Society (PFCS), un'associazione di recensori di pubblicazioni basate sulla città di Phoenix.
Nel dicembre di ogni anno, i membri della Phoenix Film Critics Society si incontrano per votare e assegnare i premi ai migliori film (prima data 2000) pubblicati nello stesso anno.

## Elenco delle premiazioni
- Phoenix Film Critics Society Awards 2000
- Phoenix Film Critics Society Awards 2001
- Phoenix Film Critics Society Awards 2002
- Phoenix Film Critics Society Awards 2003
- Phoenix Film Critics Society Awards 2004
- Phoenix Film Critics Society Awards 2005
- Phoenix Film Critics Society Awards 2006
- Phoenix Film Critics Society Awards 2007
- Phoenix Film Critics Society Awards 2008
- Phoenix Film Critics Society Awards 2009
- Phoenix Film Critics Society Awards 2010
- Phoenix Film Critics Society Awards 2011
- Phoenix Film Critics Society Awards 2012
- Phoenix Film Critics Society Awards 2013

## Categorie dei Premi
- Miglior attore (noto anche come "PFCS Award per la miglior interpretazione nel ruolo di attore protagonista")
- Miglior attrice (noto anche come "PFCS Award per la miglior interpretazione nel ruolo di attrice protagonista")
- Migliore adattamento della sceneggiatura (noto anche come "PFCS Award per la migliore sceneggiatura adattata per un altro mezzo")
- Miglior film di animazione
- Migliore fotografia
- Migliori costumi
- Miglior regista
- Miglior documentario
- Miglior montaggio
- Miglior cast
- Miglior film
- Miglior film in lingua straniera
- Miglior film per la famiglia
- Miglior trucco
- Migliore colonna sonora
- Migliori scelte musicali
- Migliore sceneggiatura (noto anche come "PFCS Award per la migliore sceneggiatura scritta per le scene")
- Migliori musiche originali
- Miglior film passato inosservato
- Migliore scenografia
- Miglior attore non protagonista (noto anche come "PFCS Award per la migliore interpretazione nel ruolo di attore non protagonista")
- Migliore attrice non protagonista (noto anche come "PFCS Award per la migliore interpretazione nel ruolo di attrice non protagonista")
- Migliori effetti speciali
- Miglior attore debuttante (noto anche come "PFCS Award per la migliore interpretazione nel ruolo di attore debuttante - protagonista o non protagonista")
- Migliore attrice debuttante (noto anche come "PFCS Award per la migliore interpretazione nel ruolo di attrice debuttante - protagonista o non protagonista")
- Migliori Stunt-men

## Vincitori di più premi
Questi film hanno ricevuto 2 o più premi:
- 10 premi:
  - Il Signore degli Anelli - La Compagnia dell'Anello (2001): miglior film, miglior regista, miglior cast, miglior adattamento della sceneggiatura, miglior costumi, migliore colonna sonora, migliori musiche originali, miglior fotografia, migliore produzione, e migliori effetti speciali
- 9 premi:
  - Il Signore degli Anelli - Il ritorno del re (2003): miglior film, miglior regista, miglior adattamento della sceneggiatura, miglior montaggio, miglior colonna sonora, miglior fotografia, miglior produzione, migliori effetti speciali, e miglior trucco
  - The Artist (2011): miglior film, miglior regista, miglior attore protagonista, migliore attrice protagonista, migliore sceneggiatura, migliore colonna sonora, miglior montaggio, miglior costumi, migliori prestazioni dietro la cinepresa
- 8 premi:
  - Il Signore degli Anelli - Le due torri (2002): miglior film, miglior cast, miglior adattamento della sceneggiatura, migliori musiche originali, miglior fotografia, miglior trucco, migliori effetti speciali, e miglior produzione
- 7 premi:
  - The Millionaire (2008): miglior film, miglior regista, miglior montaggio, miglior sceneggiatura, migliore colonna sonora, migliori riprese, miglior attore debuttante
- 6 premi:
  - Inception (2010): migliore sceneggiatura, miglior montaggio, migliore colonna sonora, migliori effetti speciali, miglior produzione e migliori stunt-men
- 5 premi:
  - The Aviator (2004): miglior film, miglior regista, miglior fotografia, miglior costumi e miglior produzione
  - I segreti di Brokeback Mountain (2005): miglior attore, miglior attore non protagonista, miglior attrice non protagonista, miglior adattamento della sceneggiatura e miglior fotografia
  - Gravity (2013): miglior regista, miglior fotografia, miglior produzione, miglior montaggio, migliori effetti speciali
- 4 premi:
  - A Beautiful Mind (2001): miglior attore, miglior attrice non protagonista, miglior regista, e miglior adattamento della sceneggiatura
  - Lontano dal paradiso (2002): miglior attrice, miglior regista, migliore sceneggiatura, e migliore colonna sonora
  - Sideways (2004): miglior attore non protagonista, miglior cast, miglior adattamento della sceneggiatura, e migliore colonna sonora
- 3 premi:
  - Requiem for a Dream (2000): miglior attrice, miglior attrice non protagonista, e miglior montaggio
  - Crash (2005): miglior cast, migliore sceneggiatura, e miglior regista dell'anno
  - King Kong (2005): miglior produzione, migliori effetti speciali, e miglior trailer
  - Argo (2012): miglior film, miglior adattamento della sceneggiatura, e miglior montaggio
  - Re della terra selvaggia (2012): miglior attrice debuttante, migliori prestazioni dietro e davanti alla cinepresa
  - Moonrise Kingdom (2012): migliore sceneggiatura, miglior cast, e miglior produzione
  - 12 anni schiavo (2013): miglior film, miglior attrice non protagonista, e miglior adattamento della sceneggiatura
  - Frozen (2013): miglior film di animazione, migliore colonna sonora, e migliori musiche originali
- 2 premi:
  - 21 grammi (2003): miglior attrice, e miglior cast
  - Se mi lasci ti cancello (2004): migliore sceneggiatura, e miglior montaggio
  - Spanglish (2004): miglior attrice debuttante, e miglior attore dell'anno
  - Ray (2004): miglior attore, e migliori musiche scelte
  - La fabbrica di cioccolato (2005): miglior attore debuttante, e migliore colonna sonora
  - Sin City (2005): miglior montaggio, e miglior trucco
  - Transamerica (2005): miglior attrice, e migliori musiche originali
  - Marie Antoinette (2006): miglior regia, e miglior costumi
  - Vita di Pi (2012): miglior fotografia, e migliori effetti speciali
  - Skyfall (2012): migliori musiche originali, e migliore colonna sonora
  - Zero Dark Thirty (2012): miglior regista, e miglior attrice
  - Dallas Buyers Club (2013): miglior attore, e miglior attore non protagonista